# Lev VIII.
Lev VIII. (??, Řím – únor 965, Řím) byl papežem od prosince 963 až do své smrti.

## Život
Platnost jeho pontifikátu i doba trvání jeho pontifikátu je však sporná, zpochybňována je platnost jeho pontifikátu před smrtí Jana XII. (14. květen 964) i po jeho smrti, kdy Římané zvolili za Janova nástupce Benedikta V. (22. květen 964). Jasně se k legitimitě těchto papežů (či přesněji k legitimní délce jejich pontifikátů) nevyjadřuje ani oficiální vatikánská publikace Anuario pontificio.

## Odkazy

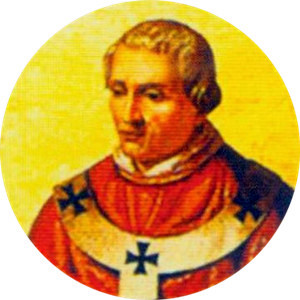
Portrét papeže Lva VIII. v bazilice sv. Pavla za hradbami